# Talakan de Qazvín
Talakan de Qazvín (també Talakan de Rayy) fou una ciutat de Pèrsia a la part meridional de les muntanyes Elburz, prop de les fonts del Shah Rud. Formà part de la província del Djibal. Al-Mukaddasi l'esmenta com una vila important que no era centre administratiu per estar massa propera a la frontera del turbulent Daylam, però altres fonts la descriuen més aviat com una regió amb una sèrie de viles petites.. Hi va néixer el gran visir buwàyhida Ismail ibn Abbad. La ciutat va desaparèixer amb els mongols i el seu emplaçament exacte no és conegut.